# Ananas fritzmuelleri
Ananas bracteatus là một loài thực vật có hoa trong họ Bromeliaceae. Loài này được Camargo mô tả khoa học đầu tiên năm 1943.

## Hình ảnh

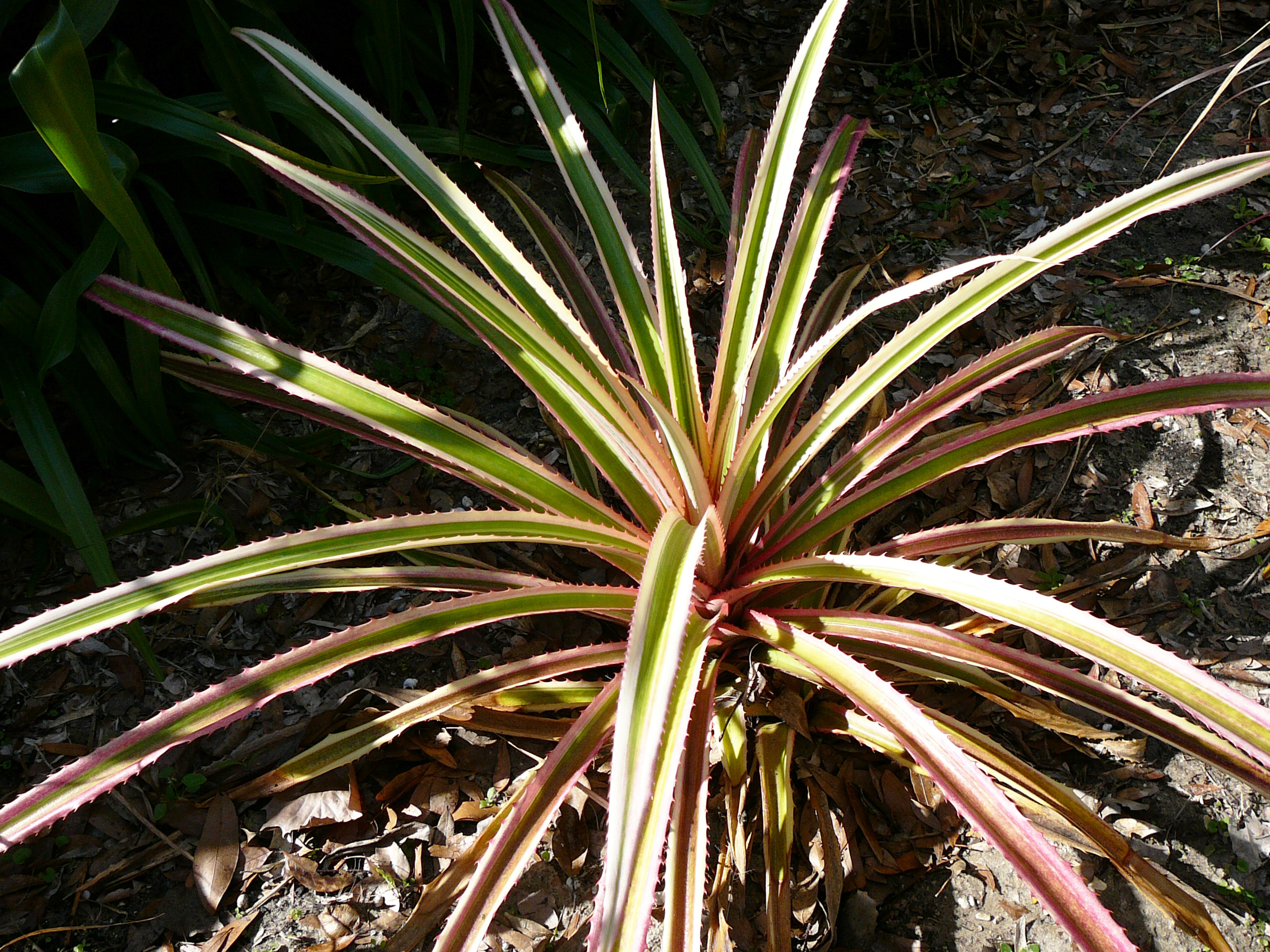
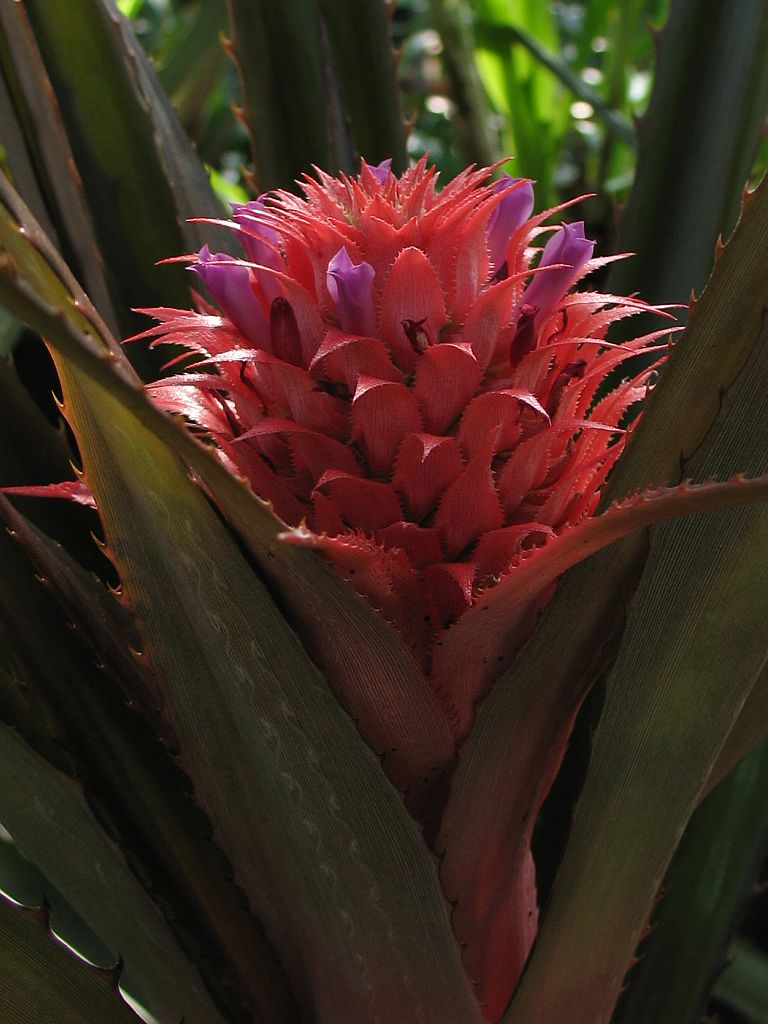
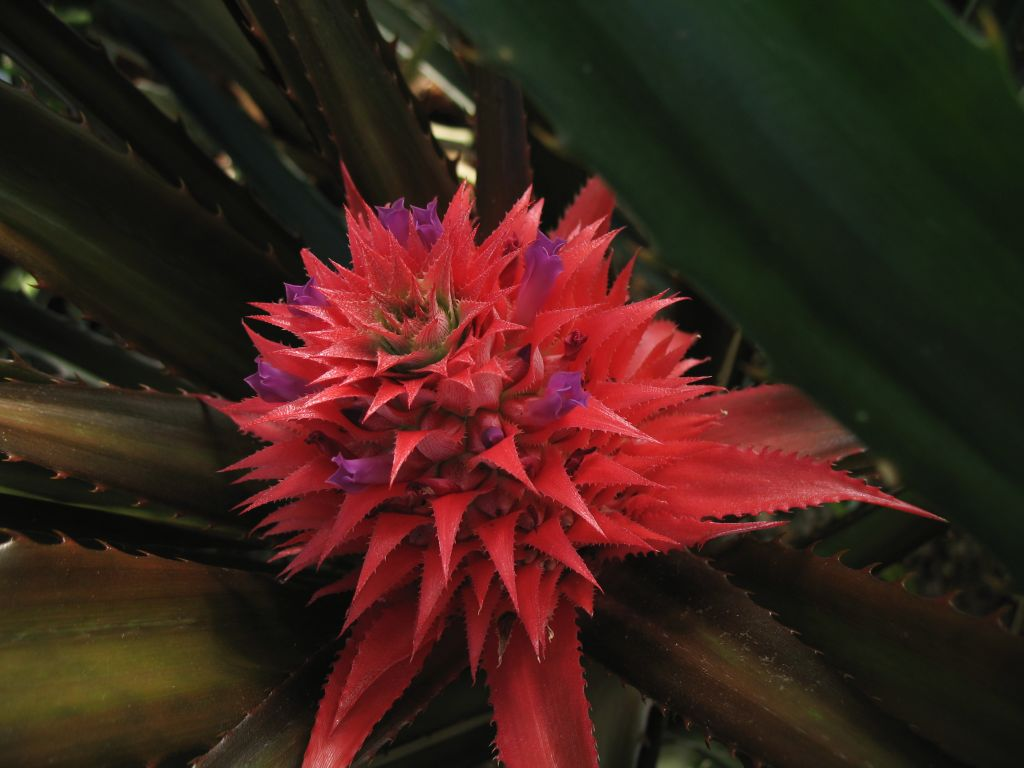
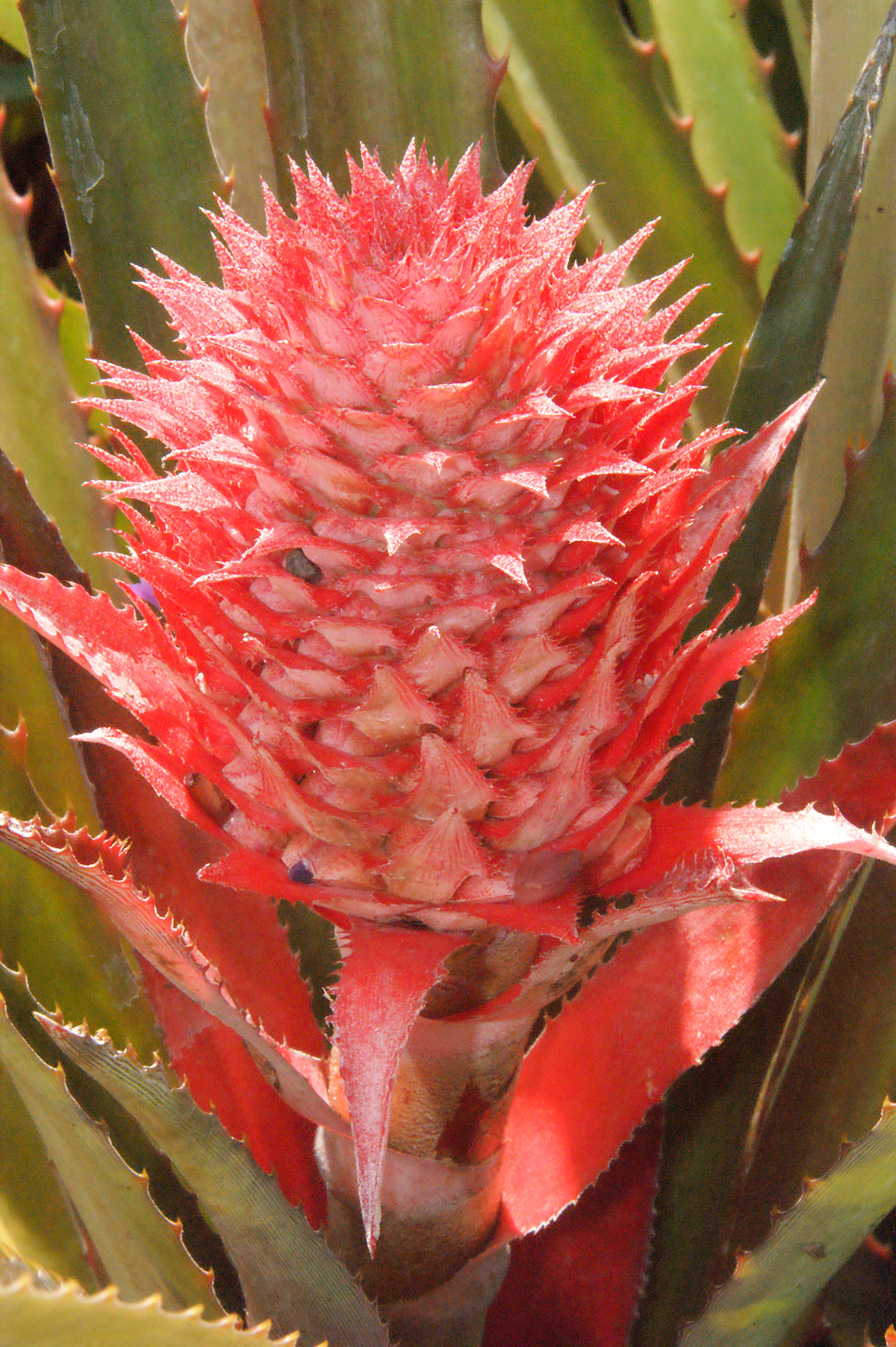